# Maret Grothues
Maret Grothues (Almelo, 16 september 1988) is een Nederlandse volleybalster. Zij speelt als buitenaanvaller bij Panathinaikos.
Zij debuteerde in 2008 in het Nederlands team. In 2016 werd Grothues geselecteerd voor het Nederlands vrouwenteam dat deelneemt aan de Olympische Spelen in Rio de Janeiro.
Tijdens het Wereldkampioenschap van 2010 werd zij onderscheiden met de Trofee "Beste Serveerder".
Sinds 2015 vervult zij de rol van aanvoerder van het Oranje-team.
Grothues begon in 1996 met volleybal bij de club VV Krekkers in Mariaparochie vlak bij Almelo.
Ze speelde vervolgens bij VV Pollux, Longa '59 Lichtenvoorde, TVC Amstelveen, Parma Volley, Cuatto Giaveno Volley, Lokomotiv Baku, RC Cannes, Atom Trefl Sopot, Fenerbahçe, Chemik Police, en Volleyball Casalmaggiore.
In clubverband is zij actief voor het Griekse Panathinaikos.
Maret Balkestein-Grothues · Yvon Beliën · Anne Buijs · Anne Buijs · Laura Dijkema · Robin de Kruijf · Judith Pietersen · Celeste Plak · Myrthe Schoot · Lonneke Slöetjes · Debby Stam · Quinta Steenbergen · Femke Stoltenborg